# Kamarina
Kamarina är en by i prefekturen Preveza i regionen Epirus, Grekland nedanför berget Moni Zalongou. Kamarina ligger i kommunen Zalongo. I byn finns ett monument över de kvinnor och barn som valde att kasta sig ut ifrån bergets klippor år 1806 hellre än att tas till fånga av osmanska trupper. 